# В као вендета
за истоимени филм погледајте В као вендета (филм)
В као вендета (енгл. V for Vendetta) је графички роман који је првобитно изашао у десет делова. Аутори романа су Алан Мур (Alan Moore; сценарио) и Дејвид Лојд (David Lloyd; илустратор). Роман је смештен у (у тренутку настанка, 1980-их година) дистопијску будућност Уједињеног Краљевства у 1990им годинама. Тајанствени анархиста „В“ ради на уништењу тоталитарне владе, притом вршећи дубок утицај на људе које среће.

Серија је смештена у Британији у блиској будућности, након краткотрајног нуклеарног рата који је од већег дела света начинио пустош. У тој будућности је на власт доспела екстремна фашистичка партија звана „Северни пламен“ (енгл. Norsefire). „В“, анархистички револуционар обучен у маску Гаја Фокса (Guy Fawkes) започиње разрађену, насилну и театралну кампању за рушење власти.

## Занимљивости
По овом графичком роману је 2006. године снимљен истоимени филм, у којем главне улоге тумаче Хјуго Вивинг и Натали Портман.